# Paris Sessions (Country-Joe-McDonald-Album)
Paris Sessions ist das sechste Album, das Country Joe McDonald unter seinem eigenen Namen herausbrachte. Es wurde im Jahr 1973 veröffentlicht und erhielt bei Allmusic 2 von 5 Sternen.
Das Album steht ganz im Zeichen der aufkommenden Bewegung der Gleichberechtigung der Frau: Statt „Peace and Love“ beschäftigen sich die Songs mit gesellschaftlichen Themen, und McDonalds All-Star Band besteht mehrheitlich aus Frauen. Aber auch Peter Albin und David Getz von Janis Joplin’s Big Brother and the Holding Company, die zeitweise auch zu Country Joe and the Fish gehörten, sind mit von der Partie.
Zombies in a House of Madness ist ein Gedicht über das Leben in „Irrenhäusern“. Movieola ist Stanley Kubrick und Francis Ford Coppola gewidmet und kritisiert Klischees und Gewalt in berühmten Kinofilmen.

## Titelliste
(Alle Titel von Country Joe McDonald soweit nicht anders vermerkt)
Seite 1:
1. Fantasy (3:37)
2. Movieola (2:51)
3. I’m so Tired, Joe McDonald / Barry Melton (4:53)
4. Moving (2:04)
5. I don’t know why (1:53)

Seite 2:
1. Zombies in a House of Madness, Michael Beasley (1:39)
2. Sexist Pig (3:50)
3. Colorado Town, Barry Melton / Joe McDonald (3:09)
4. Coulene Anne (3:41)
5. St. Tropez (2:29)